# ولیاران
ولیاران، روستایی از توابع بخش قره‌پشتلو شهرستان زنجان در استان زنجان ایران است.

## جمعیت
روستای ولیاران در دامنه ی کوه های البرز در قسمت شمال غرب زنجان واقع شده است.
این روستا 34 کیلومتر از استان زنجان فاصله دارد 
این روستا در دهستان قره‌پشتلو بالا قرار دارد و براساس سرشماری مرکز آمار ایران در سال ۱۳۸۵، جمعیت آن ۶۰۵ نفر (۱۳۲خانوار) بوده‌است.